# Andrew Sznajder
Andrew Sznajder, né le 25 mai 1967 à Preston au Royaume-Uni, est un joueur de tennis canadien professionnel entre 1988 et 1996.

## Biographie
Il quitte le Royaume-Uni à 7 ans pour le Canada à Oakville.

## Carrière
Andrew Sznajder passe professionnel après deux années à l'université Pepperdine où il atteint à la 3e place au classement universitaire NCAA.
Il a remporté trois titres en tournoi Challenger à Seattle en 1987, Las Vegas en 1988 et Chicoutimi en 1989. Il a également remporté les tournois Satellites canadiens en 1986 et 1988.
Il est quart de finaliste des Internationaux du Canada en 1989. Le mois suivant, il bat Tim Mayotte no 8 au premier tour du tournoi de Los Angeles. Il atteint la finale du tournoi ATP de Rio de Janeiro en 1990 sur moquette où il s'incline face à Luiz Mattar. En 1991, il bat Emilio Sánchez (no 9) dans un match sans enjeu de Coupe Davis. Il atteint le second tour du tournoi olympique des Jeux de Barcelone en 1992.
Joueur de Coupe Davis au sein de l'équipe canadienne, il participe au Groupe Mondial en 1991 face à l'Espagne et en barrage face à Cuba mais perd ses deux matchs à enjeu.
Il a été élu par Tennis Canada joueur s'étant le plus amélioré en 1985 et élu meilleur joueur en 1986, 1988 et 1989. Il a été introduit au temple de la renommée du tennis canadien en 2002.

## Palmarès

### Finale en simple messieurs
| No | Date       | Nom et lieu du tournoi       | Catégorie    | Dotation  | Surface         | Vainqueur   | Score    |  |
| -- | ---------- | ---------------------------- | ------------ | --------- | --------------- | ----------- | -------- |  |
| 1  | 02-04-1990 | Banespa Open, Rio de Janeiro | World Series | 225 000 $ | Moquette (ext.) | Luiz Mattar | 6-4, 6-4 |  |

## Parcours dans les tournois duGrand Chelem

### En simple
| Année | Open d'Australie | Open d'Australie | Internationaux de France | Internationaux de France | Wimbledon | Wimbledon | US Open         | US Open       |
| ----- | ---------------- | ---------------- | ------------------------ | ------------------------ | --------- | --------- | --------------- | ------------- |
| 1987  | —                | —                | —                        | —                        | —         | —         | 1er tour (1/64) | G. Pozzi      |
| 1988  | —                | —                | —                        | —                        | —         | —         | —               | —             |
| 1989  | —                | —                | 2e tour (1/32)           | L. Duncan                | —         | —         | 2e tour (1/32)  | J. Tarango    |
| 1990  | 2e tour (1/32)   | M. Mečíř         | 2e tour (1/32)           | Y. Noah                  | —         | —         | 1er tour (1/64) | A. Krickstein |
| 1991  | 1er tour (1/64)  | A. Mansdorf      | 1er tour (1/64)          | G. Markus                | —         | —         | —               | —             |
| 1992  | —                | —                | —                        | —                        | —         | —         | 1er tour (1/64) | D. Wheaton    |

N.B. : à droite du résultat se trouve le nom de l'ultime adversaire.

## Parcours dans lesChampionship Series
| Année | Indian Wells | Miami              | Monte-Carlo | Hambourg | Rome                | Canada                   | Cincinnati              | Stockholm | Paris |
| ----- | ------------ | ------------------ | ----------- | -------- | ------------------- | ------------------------ | ----------------------- | --------- | ----- |
| 1990  | —            | 1er tour K. Jones  | —           | —        | 1er tour E. Sánchez | 1/8 de finale P. Sampras | 1/8 de finale S. Edberg | —         | —     |
| 1991  | —            | 1er tour D. Goldie | —           | —        | —                   | 1er tour J. Tarango      | —                       | —         | —     |
| 1992  | —            | —                  | —           | —        | —                   | 1er tour C. Pridham      | —                       | —         | —     |
| 1993  | —            | —                  | —           | —        | —                   | 1er tour T. Martin       | —                       | —         | —     |
| 1995  | —            | —                  | —           | —        | —                   | 1er tour D. Vacek        | —                       | —         | —     |

N.B. : sous le résultat se trouve le nom de l’ultime adversaire.